# Georgette Thiollière-Miller
 (mars 2019).
Pour les articles homonymes, voir Thiollière.
Georgette Thiollière-Miller, née le 7 mai 1920 à Chamonix-Mont-Blanc et morte le 23 janvier 2010 à Los Angeles, est une skieuse alpine française, membre du Club des Sports Chamonix Mont-Blanc.
Championne de France, elle est la première femme diplômée du monitorat de ski (voir le site "traces de légende"). Georgette Thiollière-Miller obtient son diplôme durant l'hiver 1941/1942 et fut la 107e personne à obtenir le diplôme de moniteur de ski.

## Biographie

### Famille
Georgette Thiollière est née au hameau des Bossons et est la fille d'un forgeron qui participa à la construction du téléphérique de l'Aiguille du Midi . Elle est l’aînée d'une famille de skieurs dont Suzanne Thiollière.

### Carrière sportive
Georgette Thiollière est pendant longtemps monitrice de ski sans galons. Elle est chargée de l'instruction des éclaireurs-skieurs après la libération de la France.

## Palmarès

### Jeux olympiques d'hiver
| Épreuve / Édition    | Descente | Slalom géant                     | Slalom | Combiné |
| JO 1948 Saint-Moritz | 31e      | Épreuve inexistante à cette date | 4e     | 20e     |

### Championnats du monde
| Épreuve / Édition    | Descente | Slalom géant                     | Slalom | Combiné                          |
| JO 1948 Saint-Moritz | 31e      | Épreuve inexistante à cette date | 4e     | 20e                              |
| Mondiaux 1950 Aspen  | Bronze   | 16e                              | 8e     | Épreuve inexistante à cette date |

## Championnats de France
- Championne de France de Descente en 1942 et 1946
- Championne de France de Combiné en 1946

Elle est la première Française à remporter le titre en Descente en 1942.

## Hommage
La promotion 2009-2010 des moniteurs diplômés de l'École Nationale des Moniteurs du Ski Français porte son nom (voir le site SNMSF).